# Veikko Nyqvist
Pour les articles homonymes, voir Nyqvist (homonymie).
Veikko Nyqvist (né le 9 août 1916 à Helsinki et mort le 10 août 1968 à Helsinki) est un athlète finlandais spécialiste du lancer du disque.

## Carrière
Veikko Nyqvist remporte la médaille de bronze du lancer du disque aux Championnats d'Europe d'athlétisme 1946. Il est devancé par les Italiens Adolfo Consolini et Giuseppe Tosi.

### Palmarès
| Date | Compétition           | Lieu     | Résultat | Performance |
| ---- | --------------------- | -------- | -------- | ----------- |
| 1946 | Championnats d'Europe | Oslo     | 3e       | 48,14 m     |
| 1948 | Jeux olympiques       | Londres  | 6e       | 47,33 m     |
| 1952 | Jeux olympiques       | Helsinki | 12e      | 47,72 m     |

### Records
| Épreuve          | Performance | Lieu     | Date              |
| ---------------- | ----------- | -------- | ----------------- |
| Lancer du poids  | 14,85 m     | Helsinki | 20 septembre 1943 |
| Lancer du disque | 50,97 m     | Helsinki | 16 septembre 1951 |